# HSV SV88
Der HSV SV88 war der erste Versuch von Holden Special Vehicles in Australien im Jahre 1988, einen sportlichen Luxuswagen auf Basis eines Holden zu bauen. Er basierte auf dem Holden Calais. Der Motor leistete 13,6 bhp (10 kW) mehr als der Serienmotor. Die Leistung lag bei 185 bhp (136 kW) und das Drehmoment bei 355 Nm. Auch gab es leichtes Karosserietuning (Die Schweller waren in Wagenfarbe – Dorward-blau – lackiert). Neben den von Holden verfügbaren Sonderausstattungen konnten auch noch ein Autotelefon und ein Faxgerät geordert werden.